# G'd Up
"G'd Up" é uma canção do grupo de rap Tha Eastsidaz lançada como primeiro single para o álbum "Snoop Dogg Presents Tha Eastsidaz" de 2000. A canção teve a produção de Battlecat e conta com a participação de Butch Cassidy.

## Lista de faixas
| N.º | Título                  | Duração |  |
| 1.  | "G'd Up" (Street)       | 4:34    |  |
| 2.  | "G'd Up" (Clean)        | 4:33    |  |
| 3.  | "G'd Up" (Instrumental) | 4:32    |  |
| 4.  | "G'd Up" (A capella)    | 4:08    |  |

## Desempenho nas paradas
Gráficos semanais
| paradas (2000)                                   | Melhor posição |
| ------------------------------------------------ | -------------- |
| Canadá (Canadian Singles Chart)                  | 13             |
| Estados Unidos (Billboard Hot 100)               | 47             |
| Estados Unidos (Billboard Hot R&B/Hip-Hop Songs) | 19             |
| Estados Unidos (Billboard Hot Rap Singles)       | 2              |
| Estados Unidos (Billboard Rhythmic Songs)        | 27             |

### Paradas de fim de ano
| Paradas (2000)                                   | Melhor posição |
| ------------------------------------------------ | -------------- |
| Estados Unidos (Billboard Hot R&B/Hip-Hop Songs) | 75             |
| Estados Unidos (Billboard Hot Rap Singles)       | 10             |